# Umbilicariales
Umbilicariales es un orden de hongos líquenes de la subclase Umbilicariomycetidae, de la clase Lecanoromycetes. Contiene cinco familias: Elixiaceae, Fuscideaceae, Ophioparmaceae, Ropalosporaceae y Umbilicariaceae. Umbilicariales se propuso como un nuevo orden en 2007, mientras que la subclase Umbilicariomycetidae se propuso en 2013.

## Familias y géneros
A marzo de 2021, Species Fungorum, acepta 5 familias, 18 géneros y 107 especies dentro el orden Umbilicariales:
- Elixiaceae

Elixia – 2 spp.
Meridianelia – 1 sp.
- Fuscideaceae

Albemarlea – 1 sp.
Fuscidea – 31 spp.
Hueidea – 1 sp.
Lettauia – 2 sp.
Maronea – 2 spp.
Maronora – 1 sp.
Orphniospora – 2 spp.
- Ophioparmaceae

Boreoplaca – 1 sp.
Hypocenomyce – 5 spp.
Ophioparma – 4 spp.
Rhizoplacopsis – 1 sp.
- Ropalosporaceae

Ropalospora – 8 spp.
- Umbilicariaceae

Fulgidea – 2 spp.
Lasallia – 5 spp.
Umbilicaria – 35 spp.
Xylopsora – 3 spp.